# Campionati italiani di taekwondo del 2023
I Campionati italiani di taekwondo del 2023 sono stati organizzati dalla Federazione Italiana Taekwondo e si sono svolti all'interno del PalaPrometeo Estra di Ancona nelle Marche, dal 18 al 19 novembre 2023.
L'evento, riservato alle cinture nere senior, ha assegnato medaglie in otto categorie di peso diverse sia agli uomini che alle donne.
Si è trattata della cinquantatreesima edizione dei campionati.

## Podi

### Uomini
| Categoria               | Partecipanti | Oro                                             | Argento                                               | Bronzo                                                                                     |
| fino a 54 kg (dettagli) | 19 atleti    | Andrea Conti Vigili del Fuoco                   | Mattia Salvatori (Taekwondo Medicina)                 | Tommaso Zaino (Scuola Taekwondo Genova Asd) Enea Costarelli (Libertas Taekwondo Club Jesi) |
| fino a 58 kg (dettagli) | 28 atleti    | Teodoro Del Vecchio (Asd New Marzial Mesagne)   | Elia Torre (Asd Taekwondo Tricolore)                  | Antonio Flecca Vigili del Fuoco Ettore Lenzo (Asd Dream Team Taekwondo Barcellona)         |
| fino a 63 kg (dettagli) | 45 atleti    | Daniel Lo Pinto Carabinieri                     | Daniele Biscosi (Asd New Marzial Mesagne)             | Luca Lucerna (Asd Taekwondo Smile) Christian Santinelli (Libertas Taekwondo Club Jesi)     |
| fino a 68 kg (dettagli) | 33 atleti    | Andrii Chumachenko (Thf Italia)                 | Emanuele Venelante (Asd Sport Village Campania)       | Filippo Rutigliano (Kim Yu Sin) Antonio Falco Esercito                                     |
| fino a 74 kg (dettagli) | 35 atleti    | Francesco Cordeschi (Asd Colosseum)             | Francesco Scamolla (Centro Taekwondo Celano)          | Matteo Marinaro (Asd Taekwondo Sport Academy) Mykhailo Korsak (Thf Italia)                 |
| fino a 80 kg (dettagli) | 17 atleti    | Antonio Gerrone Fiamme Oro Nettuno              | Gianluca De Rosa (Olimpo Futurama Taekwondo Asd)      | Salvatore Nicolò Capogrosso (Tkd Invictus Asd) Alessandro Gallo (Activa Kombat)            |
| fino a 87 kg (dettagli) | 10 atleti    | Alfredo Talotti (Olimpo Futurama Taekwondo Asd) | Alexander Oberhofer (Asd Taekwondo Suedtirol)         | Alexander Zadra (A.S. Zadra Fighting) Attilio Fabio Ventola (Taekwondo Gold Team)          |
| oltre 87 kg (dettagli)  | 9 atleti     | Mattia Molin (Asd Taekwondo Città Del Piave)    | Dimitri Federico Marotti (Scuola Taekwondo Sirignano) | Marco Naso (Combat Team Pagliara) Francesco Irco (Taekwondo Medicina)                      |

### Donne
| Categoria               | Partecipanti | Oro                                             | Argento                                     | Bronzo                                                                                              |
| fino a 46 kg (dettagli) | 13 atlete    | Sofia Zampetti ( Vigili del Fuoco)              | Giulia Galiero (Scuola Taekwondo Nolano)    | Chiara Andrea Liscio ( SS Lazio Taekwondo) Brigida Bernardi (Marassi Taekwondo)                     |
| fino a 49 kg (dettagli) | 18 atlete    | Ilenia Elisabetta Matonti (Asd Bentis)          | Martina Corelli ( Esercito)                 | Alessia Sturari (Polisportiva Edera Forli Asd) Silvia Cellucci ( SS Lazio Taekwondo)                |
| fino a 53 kg (dettagli) | 19 atlete    | Anna Cuorvo (Asd Canguro)                       | Erika Parisi (Asd Canguro)                  | Halwani Elisa Al (Libertas Taekwondo Club Jesi) Alessia Albu (CRN Academy Asd)                      |
| fino a 57 kg (dettagli) | 23 atlete    | Greta Guaita (Asd Taekwondo Tricolore)          | Martina Pesce (Asd New Marzial Mesagne)     | Alessia Napolano (Asd Canguro) Priscilla Bugari (Asd Taekwondo Olympic Ancona)                      |
| fino a 62 kg (dettagli) | 17 atlete    | Cristina Gaspa ( Esercito)                      | Nouhaila Ammour (Asd Tiger's Den Taekwondo) | Valentina Traversi (Asd Hwarang Sporting Club) Francesca Cuomo (Asd Bentis)                         |
| fino a 67 kg (dettagli) | 10 atlete    | Giulia Maggiore (Taekwondo Olympic Giannone)    | Luna De Matteo (Dragons Taekwondo Academy)  | Serena Fiordelmondo (Asd Taekwondo Club Ancona) Antonia Pacaccio (Asd Tkd Calling Pavia)            |
| fino a 73 kg (dettagli) | 9 atlete     | Aurora Ceccantini (Scuola Taekwondo Genova Asd) | Maressa Facchin (Asd Taekwondo Smile)       | Laura Fürler (Asd Taekwondo Brixen Bressanone) Caterina Ragni (Asd Taekwondo Club Ancona)           |
| Oltre 73 kg (dettagli)  | 4 atlete     | Laura Giacomini ( Carabinieri)                  | Simona Ascolese (Asd Bentis)                | Irene Donati (Asd Nrgym Taekwondo Arezzo) Alessandra Iva Facciuto (Asd Taekwondo Team Cirillo Luca) |

## Medagliere società
| Pos. | Società                             | Oro | Argento | Bronzo |   |
| ---- | ----------------------------------- | --- | ------- | ------ | - |
| 1    | Vigili del Fuoco                    | 2   | 0       | 1      | 3 |
| 2    | Carabinieri                         | 2   | 0       | 0      | 2 |
| 3    | Asd New Marzial Mesagne             | 1   | 2       | 0      | 3 |
| 4    | Esercito                            | 1   | 1       | 1      | 3 |
| 4    | Asd Bentis                          | 1   | 1       | 1      | 3 |
| 4    | Asd Canguro                         | 1   | 1       | 1      | 3 |
| 5    | Olimpo Futurama Taekwondo Asd       | 1   | 1       | 0      | 2 |
| 5    | Asd Taekwondo Tricolore             | 1   | 1       | 0      | 2 |
| 6    | Thf Italia                          | 1   | 0       | 1      | 2 |
| 6    | Scuola Taekwondo Genova Asd         | 1   | 0       | 1      | 2 |
| 7    | Fiamme Oro Nettuno                  | 1   | 0       | 0      | 1 |
| 7    | Asd Colosseum                       | 1   | 0       | 0      | 1 |
| 7    | Asd Taekwondo Città Del Piave       | 1   | 0       | 0      | 1 |
| 7    | Taekwondo Olympic Giannone          | 1   | 0       | 0      | 1 |
| 8    | Taekwondo Medicina                  | 0   | 1       | 1      | 2 |
| 8    | Asd Taekwondo Smile                 | 0   | 1       | 1      | 2 |
| 9    | Scuola Taekwondo Sirignano          | 0   | 1       | 0      | 1 |
| 9    | Asd Sport Village Campania          | 0   | 1       | 0      | 1 |
| 9    | Centro Taekwondo Celano             | 0   | 1       | 0      | 1 |
| 9    | Asd Taekwondo Suedtirol             | 0   | 1       | 0      | 1 |
| 9    | Scuola Taekwondo Nolano             | 0   | 1       | 0      | 1 |
| 9    | Asd Tiger's Den Taekwondo           | 0   | 1       | 0      | 1 |
| 9    | Dragons Taekwondo Academy           | 0   | 1       | 0      | 1 |
| 10   | Libertas Taekwondo Club Jesi        | 0   | 0       | 3      | 3 |
| 11   | SS Lazio Taekwondo                  | 0   | 0       | 2      | 2 |
| 11   | Asd Taekwondo Club Ancona           | 0   | 0       | 2      | 2 |
| 12   | Kim Yu Sin                          | 0   | 0       | 1      | 1 |
| 12   | Taekwondo Gold Team                 | 0   | 0       | 1      | 1 |
| 12   | Asd Dream Team Taekwondo Barcellona | 0   | 0       | 1      | 1 |
| 12   | Asd Taekwondo Sport Academy         | 0   | 0       | 1      | 1 |
| 12   | Tkd Invictus Asd                    | 0   | 0       | 1      | 1 |
| 12   | Activa Kombat                       | 0   | 0       | 1      | 1 |
| 12   | A.S. Zadra Fighting                 | 0   | 0       | 1      | 1 |
| 12   | Combat Team Pagliara                | 0   | 0       | 1      | 1 |
| 12   | Asd Hwarang Sporting Club           | 0   | 0       | 1      | 1 |
| 12   | Marassi Taekwondo                   | 0   | 0       | 1      | 1 |
| 12   | Polisportiva Edera Forli Asd        | 0   | 0       | 1      | 1 |
| 12   | CRN Academy Asd                     | 0   | 0       | 1      | 1 |
| 12   | Asd Taekwondo Olympic Ancona        | 0   | 0       | 1      | 1 |
| 12   | Asd Tkd Calling Pavia               | 0   | 0       | 1      | 1 |
| 12   | Asd Taekwondo Brixen Bressanone     | 0   | 0       | 1      | 1 |
| 12   | Asd Nrgym Taekwondo Arezzo          | 0   | 0       | 1      | 1 |
| 12   | Asd Taekwondo Team Cirillo Luca     | 0   | 0       | 1      | 1 |